# Le Daron
Pour les articles homonymes, voir Daron.
Production
Diffusion
Le Daron est une série télévisée franco-belge créée par les scénaristes Manon Dillys et Anthony Maugendre et réalisée par Frank Bellocq et Méliane Marcaggi, et diffusée pour la première fois en Belgique le 3 octobre 2024 sur La Une et en France le 21 octobre 2024 sur TF1.
Cette série judiciaire est une coproduction d'Exilène Films, JLA Productions, TF1, Be-FILMS et la RTBF,,, réalisée avec la participation de la Radio télévision suisse (RTS) ainsi que le soutien du département de la Gironde et de la région Nouvelle-Aquitaine.

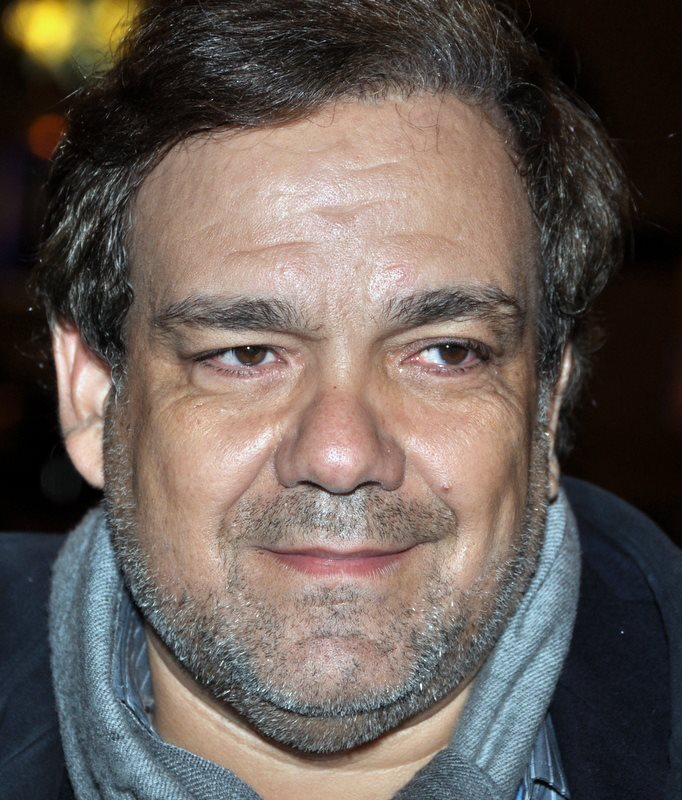
Didier Bourdon.

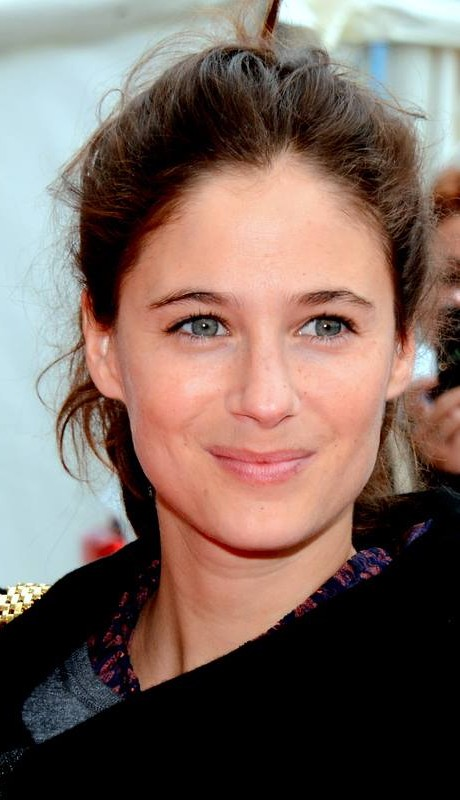
Mélanie Bernier.

## Synopsis
Après le décès de son frère Jean-Michel, avec lequel il était associé, Vincent Daron, avocat à Bordeaux, découvre que son frère a légué ses parts à la jeune avocate Pauline Lefranc, qui travaille pour le cabinet concurrent Leminski.
Ce legs provoque la stupeur au cabinet Daron, dans lequel Vincent Daron travaille avec ses enfants, les jumeaux Esther et Grégory.
En cherchant à comprendre pourquoi son frère a légué ses parts à Pauline, Vincent découvre que la jeune femme est le fruit d'une liaison qu'il a eue avec la commandante de police Corinne Lefranc, Coco pour les intimes. Mais il n'ose rien dire à ses enfants.
Pauline, qui ignore tout de sa filiation, est virée du cabinet Leminski par Édouard Leminski qui la suspecte d'être une taupe au service du cabinet Daron car les affaires opposant les deux cabinets ces dernières années ont toutes été perdues par le cabinet Leminski.
Elle rejoint donc le cabinet Daron, où elle doit affronter une hostilité violente de la part d'Esther Daron, la fille de Vincent.

## Distribution principale
- Didier Bourdon : Vincent Daron
- Mélanie Bernier : Pauline Lefranc
- Audrey Pirault : Esther Daron, fille de Vincent
- Ludovik : Grégory Daron, fils de Vincent
- Nick Mukoko : Mahadi, l'assistant de Vincent
- Aline Afanoukoé : Nadia, la secrétaire de Vincent
- Mathilda May : commandante de police Corinne Lefranc, dite Coco, mère de Pauline
- Elsa Hyvaert : Romy Lefranc, la fille de Pauline
- Bertrand Uzeel : Dong So, le fiancé d'Esther
- François Bureloup : Édouard Leminski, directeur du cabinet concurrent Leminski
- François-David Cardonnel : Mathieu Vergnier, avocat au cabinet Leminski, amant de Pauline

## Production

### Genèse et développement
La série est créée et écrite par Manon Dillys et Anthony Maugendre, et réalisée par Frank Bellocq,,,,,,,,.

### Attribution des rôles
Le rôle principal est dévolu à Didier Bourdon, qui décrit le personnage de Vincent Daron comme « un personnage truculent, un peu borderline, quelque part entre Éric Dupond-Moretti et Bernard Tapie ».
Face à lui, Mélanie Bernier interprète sa fille cachée Pauline : « Nous formons un duo très complice qui pour autant, n'arrête pas de se titiller. J'ai construit mon personnage différemment de mes autres projets car la palette de jeu est grande et je me suis constamment questionnée sur les variations de Pauline afin que les téléspectateurs puissent s'attacher à elle ».

### Tournage
Le tournage du double pilote de la saison 1 commence le 30 janvier 2023 à Bordeaux et dans sa région,,,,,,,. Les épisodes 3 à 6 ont été tournés ultérieurement.
Le tournage de la saison 2 commence le 18 novembre 2024 à Bordeaux.

### Fiche technique
Sauf indication contraire, les informations mentionnées dans cette section peuvent être confirmées par les bases de données cinématographiques IMDb et Allociné,  présentes dans la section « Liens externes ».
- Titre français : Le Daron
- Genre : série judiciaire
- Production : Françoise Bertheau-Guillet et Jean-Sébastien Bouilloux[3],[5]
- Sociétés de production : Exilène Films, JLA Productions, TF1, Be-FILMS et la RTBF[1],[2],[3],[5]
- Réalisation : Frank Bellocq[2],[4],[3],[5],[6],[7],[8],[9] et Méliane Marcaggi
- Scénario : Manon Dillys et Anthony Maugendre[3],[5],[6],[9]
- Musique : Maïdi Roth, Franck Pilant, Cyrille Nobilet et François Bonnet
- Décors : Jacky Hardouin, Dominique Johnny
- Costumes : Ana Belen Palacios Avila
- Photographie : Charlie Lenormand, Damien Tessandier
- Son : N'Dembo Ziavoula
- Montage : Jessica Allard, Thomas Dessane, Bénédicte Gellé
- Pays de production :  France /  Belgique
- Langue originale : français
- Format : couleur
- Nombre de saisons : 1
- Nombre d'épisodes :
- Durée : 2 x 45 minutes par histoire [3],[5]
- Dates de première diffusion :
  - Belgique : 3 octobre 2024 sur La Une
  - France : 21 octobre 2024 sur TF1[14]

## Épisodes
Sauf indication contraire, les informations mentionnées dans cette section peuvent être confirmées par la base de données cinématographiques Allociné,  présente dans la section « Liens externes ».

### Épisode pilote - Partie 1
- Acteurs invités
  - Laurence Oltuski : juge Hélène Bazec
  - Éric Naggar : notaire Engerrand Lebeau
  - Florent Peyre : Étienne Cheney
  - Olivia Gotanegre : Tania
  - Laurence Charollais : Sandrine Despieds
  - Nina Piguet : Jessica
  - Line Phe : Mai Than
  - Charles Morillon : Jordan
  - Gin Minelli : Angelina
  - Sébastien Boissavit : capitaine Laurent Mercier
  - Constantin Balsan : Axel Lacourt
  - Mélanie Peyre : Astrid Lacourt
  - Cécile de Moor : la greffière
  - Émilie Hantz : Éloïse Poncet
  - Jean Dell : Charles Poncet

### Épisode pilote - Partie 2
- Acteurs invités : voir Partie 1

### Épisode 3:Libérez Jessie!
- Acteurs invités
  - Valeria Cavalli : Dr Sofia Conti, la cardiologue de Vincent Daron
  - Michaël Assié : Axel Payet
  - Jessica Czekalski : Fan Paloma
  - Louisy Joseph : Jessie
  - Nicolas Amen : Enzo
  - Christian Van Tomme : Christian Kaplan
  - Lawrence Davis : Dylan Kaplan
  - Ryad Baxx : Hicham Bouaziz
  - Lorys Camara-Massicot : Eliott

### Épisode 4:Terre d'asile
- Acteurs invités
  - Valeria Cavalli : Dr Sofia Conti
  - Sylvie Malys : juge Cécile Vogel
  - Max Geller : capitaine Jérôme Bielsa
  - Violette Martin : Marjan
  - Daria Panchenko : Oksana
  - Yasser Osmani : Yahya
  - Jean-Louis Cassarino : Edgar Moreau

### Épisode 5:Les apparences
- Acteurs invités
  - Valeria Cavalli : Dr Sofia Conti
  - Sylvie Malys : juge Cécile Vogel
  - Sophie de Fürst : Vanessa Leguet
  - Caroline Chirache : Anaïs Leguet
  - Anne Bouvier : Valérie Chavanel
  - Mathéo Capelli : Gilles

### Épisode 6:Un mariage 5 étoiles
- Acteurs invités
  - Valeria Cavalli : Dr Sofia Conti
  - Michel Biel : Aymeric Bosco
  - Luce Mouchel : Garance Bosco, la mère d'Aymeric
  - Meylie Vignaud Pilarski : Charlotte Cassagne
  - Marine Segalen : Mathilde Cassagne, la mère de Charlotte
  - Maud Le Guénédal : Bénédicte
  - Julie Lagnier : Victoire

### Deuxième saison (2025)
La deuxième saison du Daron a été confirmée et le tournage a commencé le 18 novembre 2024.

## Accueil

### Audiences et diffusion

#### En Belgique
En Belgique, la série est diffusée le jeudi à 20 h 30 sur La Une par salve de deux épisodes du 3 au 17 octobre 2024.
| Épisode              | Diffusion             | Diffusion            | Audience moyenne          | Audience moyenne | Réf.   |
| Épisode              | Jour                  | Horaire              | Nombre de téléspectateurs | Classement       | Réf.   |
| -------------------- | --------------------- | -------------------- | ------------------------- | ---------------- | ------ |
| 1                    | Jeudi 3 octobre 2024  | 20 h 30 - 21 h 30    | 276 909                   | 1er              | [ 16 ] |
| 2                    | Jeudi 3 octobre 2024  | 21 h 30 - 22 h 30    | 276 909                   | 1er              | [ 16 ] |
| 3                    | Jeudi 10 octobre 2024 | 20 h 30 - 21 h 30    | 257 586                   | 2e               | [ 17 ] |
| 4                    | Jeudi 10 octobre 2024 | 21 h 30 - 22 h 30    | 257 586                   | 2e               | [ 17 ] |
| 5                    | Jeudi 17 octobre 2024 | 20 h 45 - 21 h 45    | 269 974                   | 2e               | [ 18 ] |
| 6                    | Jeudi 17 octobre 2024 | 21 h 45 - 22 h 45    | 269 974                   | 2e               | [ 18 ] |
|                      |                       |                      |                           |                  |        |
| Moyenne de la saison | Moyenne de la saison  | Moyenne de la saison | 268 156                   |                  |        |

- Les plus hauts chiffres d'audience
- Les plus bas chiffres d'audience

#### En France
En France, la série est diffusée le lundi à 21 h 10 sur TF1 par salve de deux épisodes du 21 octobre au 4 novembre 2024.
| Épisode              | Diffusion             | Diffusion            | Audience moyenne          | Audience moyenne                       | Audience moyenne | Réf.   |
| Épisode              | Jour                  | Horaire              | Nombre de téléspectateurs | Part de marché (sur les 4 ans et plus) | Classement       | Réf.   |
| -------------------- | --------------------- | -------------------- | ------------------------- | -------------------------------------- | ---------------- | ------ |
| 1                    | Lundi 21 octobre 2024 | 21 h 10 - 22 h 05    | 3 830 000                 | 18,2 %                                 | 2e               | [ 19 ] |
| 2                    | Lundi 21 octobre 2024 | 22 h 05 - 22 h 55    | 3 290 000                 | 19,7 %                                 | 2e               | [ 19 ] |
| 3                    | Lundi 28 octobre 2024 | 21 h 10 - 22 h 10    | 3 070 000                 | 14,9 %                                 | 2e               | [ 20 ] |
| 4                    | Lundi 28 octobre 2024 | 22 h 10 - 23 h 10    | 2 410 000                 | 16 %                                   | 2e               | [ 20 ] |
| 5                    | Lundi 4 novembre 2024 | 21 h 10 - 22 h 10    | 2 860 000                 | 14 %                                   | 2e               | [ 21 ] |
| 6                    | Lundi 4 novembre 2024 | 22 h 10 - 23 h 10    | 2 500 000                 | 15,8 %                                 | 2e               | [ 21 ] |
|                      |                       |                      |                           |                                        |                  |        |
| Moyenne de la saison | Moyenne de la saison  | Moyenne de la saison | 2 990 000                 | 16,4 %                                 | 2e               | [ 22 ] |

- Les plus hauts chiffres d'audience
- Les plus bas chiffres d'audience

### Accueil critique
Alexandre Letren, du site VL-Media, est positif : « Le Daron est une bonne surprise. Elle n'est pas la série de l'année – elle n'est pour ça pas assez surprenante malheureusement – mais elle se révèle d'une efficacité certaine ».
De son côté, le site Allociné est enthousiaste : « On a adoré la série ! Car si la recette est finalement plutôt la même que pour les autres productions d'investigation de TF1, la patte Didier Bourdon fait clairement mouche. Que vous l'ayez découvert dans les Inconnus ou plus récemment dans Alibi, vous ne serez pas déçus tant son humour caractéristique est mis en avant dans la fiction ».